# Quintus Lucretius Vespillo
Quintus Lucretius Vespillo war ein römischer Politiker und Militär im 1. Jahrhundert v. Chr.
Im Bürgerkrieg zwischen Gaius Iulius Caesar und Gnaeus Pompeius Magnus stand Lucretius zunächst auf der Seite der Pompeianer und wurde im Jahr 49 v. Chr. mit einem Flottenkommando betraut. Im Jahr 43 v. Chr. wurde er von den Triumvirn proskribiert. Seine Frau Turia rettete ihn, indem sie ihn in einem Raum zwischen der Decke ihres Schlafzimmers und dem Hausdach versteckte, ohne dabei auf die für sie entstehende Gefahr zu achten. Aus diesem Grund wurde angenommen, dass ihr Mann der Verfasser der sogenannten Laudatio Turiae sein könnte, was aber mittlerweile als unzutreffend gilt. Später wurde er begnadigt.
Im Jahr 20 v. Chr. wurde Lucretius wegen Unruhen in Rom bei den Konsulatswahlen als Sondergesandter des Senats zum im Osten des Römischen Reiches weilenden Augustus gesandt, der ihn zum Konsul für das Jahr 19 v. Chr. ernannte.